# Марцун, Александр Николаевич
Алекса́ндр Никола́евич Марцу́н (укр. Олександр Миколайович Марцун; 15 августа 1972, Бровары, СССР) — советский и украинский футболист, защитник. Мастер спорта Украины.

## Карьера
Воспитанник СДЮСШОР киевского «Динамо», учился футболу с 1982 года, первым тренером был Александр Александрович Лысенко. В 1990 году провёл 8 матчей за белоцерковское «Динамо» в первенстве СССР. С 1991 по 1992 год играл за любительскую команду СКИФ из Киева.
В 1992 году выступал за «Гарт» из Бородянки в любительских турнирах, а также сыграл 2 встречи в Кубке Украины. С 1993 по 1994 год защищал цвета шепетовского «Темпа», в составе которого дебютировал в Высшей лиге Украины, где за это время принял участие в 32 матчах, и ещё сыграл 6 встреч в Кубке. Обладатель Кубка Украины по мини-футболу 1993 года в составе команды «СКИФ-Силекс».
В 1995 перешёл в «Балтику», за которую провёл 30 матчей и забил 1 гол в первенстве, и ещё принял участие в 2 встречах Кубка России. С лета 1996 по 1997 год выступал за «Кубань», в 48 играх за основной состав забил 6 мячей, и ещё принял участие в 6 встречах за «Кубань-д» в Третьей лиге. В 1998 году вернулся в «Балтику», в составе которой дебютировал в Высшей лиге России, где сыграл 16 матчей, и ещё принял участие в 4 встречах Кубка Интертото. Кроме того, в 1998 году выступал за команду «Стройкомплект» в любительском чемпионате города Калининграда, в 4 играх забил 3 гола.
Сезон 1999 года провёл в воронежском «Факеле», принял участие в 10 поединках первенства и 1 матче Кубка, стал серебряным призёром Первого дивизиона России. В 2000 году перешёл в ижевский «Газовик-Газпром», в 24 играх за который забил 4 гола. Затем провёл сезон 2001 года в красноярском «Металлурге», где провёл лишь 2 встречи.
В начале 2002 года был на просмотре в запорожском «Металлурге», однако в итоге вернулся в «Газовик-Газпром», где сыграл 3 матча в том сезоне. Затем выступал за любительские команды в турнирах ААФУ: «Буча-КЛО» (2003, 13 матчей, 3 гола) и «Еднисть» (2004, 12 игр).

## Достижения
- 2-е место в Первом дивизионе России (выход в Высший дивизион): 1999